# Législature d'État du New Jersey

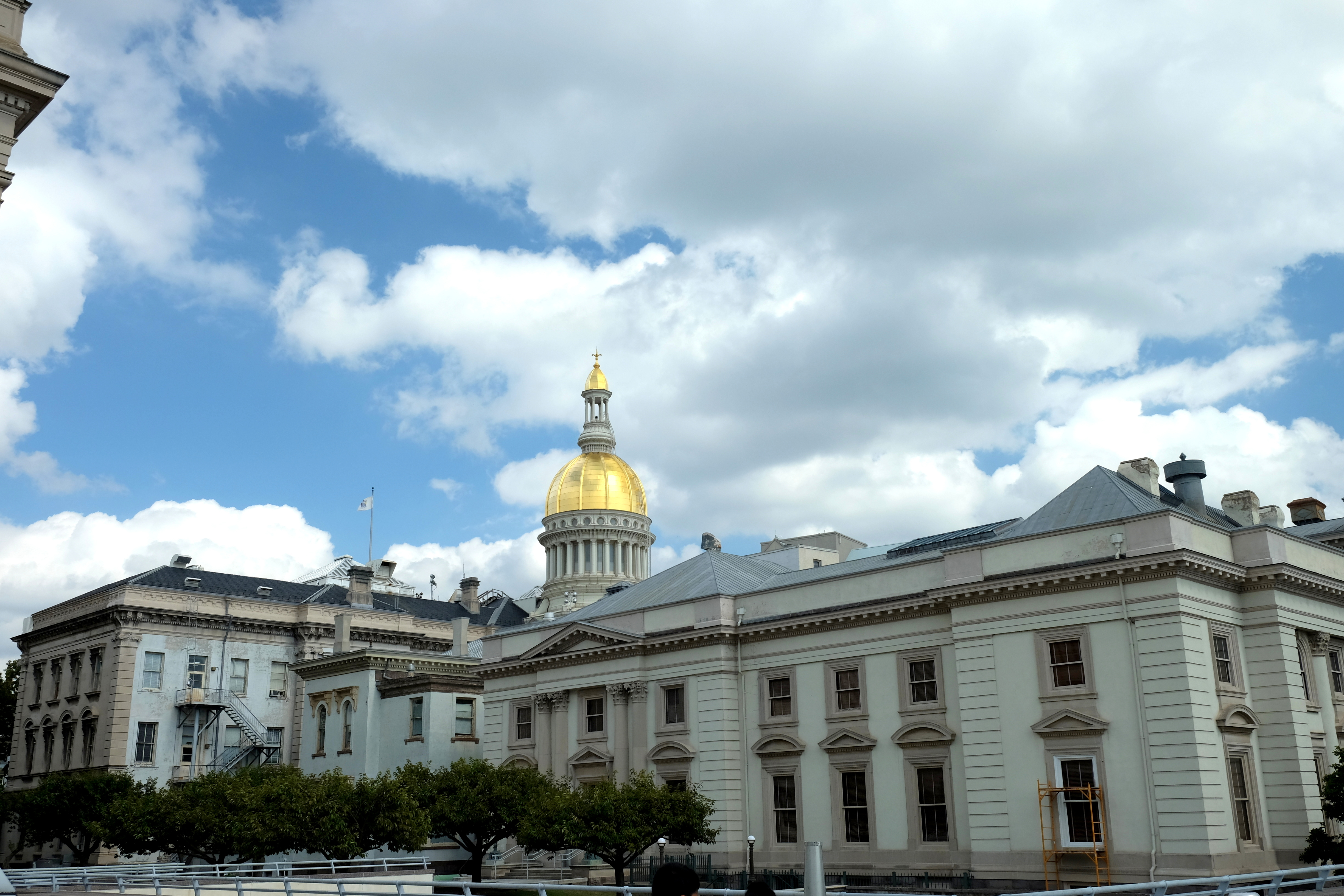
New Jersey State House.

La législature d'État du New Jersey (en anglais : New Jersey Legislature) est le pouvoir législatif du gouvernement de l'État américain du New Jersey. Elle constitue l'une des assemblées législatives d'État des États des États-Unis, et siège dans le capitole de l'État du New Jersey (New Jersey State House), à Trenton.
L'assemblée est bicamérale, et est constituée, selon la constitution du New Jersey (en) de 1947, de deux chambres que sont l'Assemblée générale du New Jersey (New Jersey General Assembly) et le Sénat du New Jersey (New Jersey Senate).